# 20969 Samo
20969 Samo è un asteroide della fascia principale. Scoperto nel 1979, presenta un'orbita caratterizzata da un semiasse maggiore pari a 2,6053615 UA e da un'eccentricità di 0,2759720, inclinata di 5,20453° rispetto all'eclittica.
È dedicato a Samo, primo capo delle tribù slave di cui conosciamo il nome, nonché cetratore in Europa Centrale del cosiddetto Regno di Samo.